# Adelheid Schulz
Adelheid Schulz (* 31. März 1955 in Lörrach) ist eine ehemalige Terroristin der Rote Armee Fraktion (RAF). 1985 wurde sie, unter anderem wegen der Morde an Jürgen Ponto und Hanns-Martin Schleyer, zu dreimal lebenslanger Freiheitsstrafe verurteilt. 2002 wurde sie begnadigt.

## Leben
Anfang der 1970er Jahre zog Schulz mit Günter Sonnenberg, Christian Klar und Knut Folkerts, die alle später als RAF-Terroristen verurteilt wurden, in eine Wohngemeinschaft in Karlsruhe.
Im Juli 1977 mietete Schulz unter falschem Namen eine Hochhauswohnung in Nähe des Anwesens von Jürgen Ponto. Die Villa des Vorstandssprechers der Dresdner Bank AG wurde von dort aus observiert.
Bei der Schleyer-Entführung im Herbst 1977 war Schulz an der Planung beteiligt. Während des Überfalls auf Hanns-Martin Schleyer und seine Begleiter war sie Teil der Telefonkette, welche den Standort der Fahrzeuge an die vier Schützen meldete.
Am 1. November 1978 erschoss sie zusammen mit Rolf Heißler zwei niederländische Zollbeamte bei einer Passkontrolle auf der Nieuwstraat in Kerkrade. Heißler und Schulz gaben dabei auf die schon verletzten Beamten aus nächster Nähe tödliche Schüsse ab. Michael Rutschky berichtet, es sei erwiesen, dass Heißler einen der Beamten, als dieser schon schwerverletzt an seinem Dienstwagen auf dem Boden lag, durch Genickschuss tötete. Zwei weitere Zöllner wurden schwer verletzt.
Zusammen mit Brigitte Mohnhaupt wurde Schulz am 11. November 1982 in einem Waldstück bei Heusenstamm in Hessen verhaftet, als sie auf ein Erddepot der RAF zugreifen wollten, das unter Polizeibeobachtung stand.
Am 13. März 1985 wurde sie, unter anderem wegen Mordes an Ponto und Schleyer, zu dreimal lebenslanger Freiheitsstrafe verurteilt. 1994 folgte eine weitere Verurteilung unter anderem wegen zweifachen Mordes und zweifachen Mordversuches im Zusammenhang mit der Schießerei an der niederländischen Grenze, die sich nun durch Aussagen der in der DDR 1990 enttarnten RAF-Terroristen mit Schulz in Verbindung bringen ließen.
Nach 16 Jahren Haft wurde Adelheid Schulz, mit Rücksicht auf ihren schlechten Gesundheitszustand, im Oktober 1998 vorläufig aus der Haft entlassen und schließlich am 26. Februar 2002 durch den Bundespräsidenten Johannes Rau begnadigt. Schulz lebte anschließend in Frankfurt am Main.